# Пильная (гора, Невьянский район)
Пильная — лесистая гора на Среднем Урале, в Невьянском районе Свердловской области России. Высота — 303 метра над уровнем моря.

## География
Гора Пильная расположена в средней части Невьянского района и Невьянского муниципального округа. Высота вершины — 303 метра над уровнем моря.
На Пильной горе и в её окрестностях произрастает сосново-берёзовый лес. Гора находится на границе 11, 12, 25 и 26 кварталов Верх-Нейвинского участка Верх-Нейвинского участкового лесничества ГУ СО «Невьянское лесничество».
Юго-восточнее Пильной, примерно в 1,5—2 километрах от вершины горы, расположено садоводческое товарищество «Лесные Дачи». Рядом с ним проходит подъездная автодорога к Аятскому озеру, начинающаяся в районе развязки на Серовском тракте при повороте на посёлок Верх-Нейвинский. Ранее со стороны Верх-Нейвинского через Пильную гору пролегала дорога на Кунару. В окрестностях горы до сих проходит множество лесных дорожек.
Через Пильную гору проходит водораздел между речными бассейнами Нейвы и Режа. Севернее вершины расположен исток мелкой речки, протекающей через многочисленные болота, переходящие в пойму Шайтанки — правого притока Нейвы. Северо-западнее горы находится крупное Барсучье болото. Восточнее и южнее Пильной горы начинаются мелкие речки, впадающие в Аятское озеро и приозёрные болота. Приблизительно в 2—2,5 километрах западнее горы находятся 5 небольших лесных озёр.